# Иов (Борецкий)
Митрополи́т И́ов (в миру Иван Матфеевич Борецкий; 1560 — 2 (12) октября 1631, Киев) — православный митрополит в Киеве с титулом «Экзарх Константинопольского престола» (9 октября 1620—1631). Борецкий славился благочестием, благотворительностью и учёностью, равно как защитой православия против унии.

## Биография
Иван Борецкий родился в селе Бирча на Перемышльщине в семье мелкого шляхтича.
Знаток древних языков и святоотеческих творений, ректор и преподаватель латинского языка в школе Львовского братства, потом священник в Киеве и учитель в собственной церковно-приходской школе.
С 1615 года — первый ректор Киево-братской школы (впоследствии Киевской академии).
В декабре 1619 года вместе с супругой Никифорой Чехович принял монашество, после чего стал игуменом киевского Михайловского монастыря.
9 октября 1620 года патриархом Иерусалимским Феофаном III по благословению Константинопольской патриархии поставлен в православные митрополиты Киевские. Восстановление православия в древнем Киеве стало возможным благодаря вооружённой поддержке казаков гетмана Петра Сагайдачного.
22 марта 1621 года королевскими универсалами митрополит Иов был объявлен шпионом. 25 мая 1621 года он подал протест против действий униатского митрополита, который распространял о нём ложные слухи. В ноябре 1621 года гетман Сагайдачный, который воевал против турок и был тяжело ранен в Хотинской битве, услышав об униатском произволе, снова прибыл в Киев. Гетман и всё Запорожское войско записались в киевское Богоявленское братство — и таким образом открыто приняли на себя обязательство быть покровителями и защитниками православия во всем Киевском воеводстве.
15 декабря 1621 года Иов (Борецкий) издал грамоту «Советование в благочестии», в которой призвал православных крепко держаться законно восстановленной иерархии.
Иов (Борецкий) был похоронен в киевском Михайловском монастыре.
Украинская православная церковь Киевского патриархата на Поместном соборе 2008 года канонизировала Борецкого как святителя.

## Семья
Иван Борецкий был женат на Никифоре Чехович, дочери Феодора и Домникеи Чеховичей. Имел сына Андрея Борецкого, стольника, воеводы в Ельце в 1652—1653 годах (ум. 1656)

## Сочинения
1. «Предостережение», 1605 год. авторство Борецкого точно не установлено
2. «Анфологион», или избранная Минея на весь год (перев. с греческого, дополненный службами русским святым и их краткими биографиями, Киев, 1619);
3. «Диалог о православной вере» (Острог, 1606);
4. «Лимонарь, сиречь Цветник» — перевод, с дополнениями, «Синайского патерика», Киев, 1628;
5. «Аполлия (уничтожение) апологии Мелетия Смотрицкого». Киев, 1628;
6. «Сетование о благочестии» (наставления православным, как держать себя во время гонений за православие).